# 袁憲

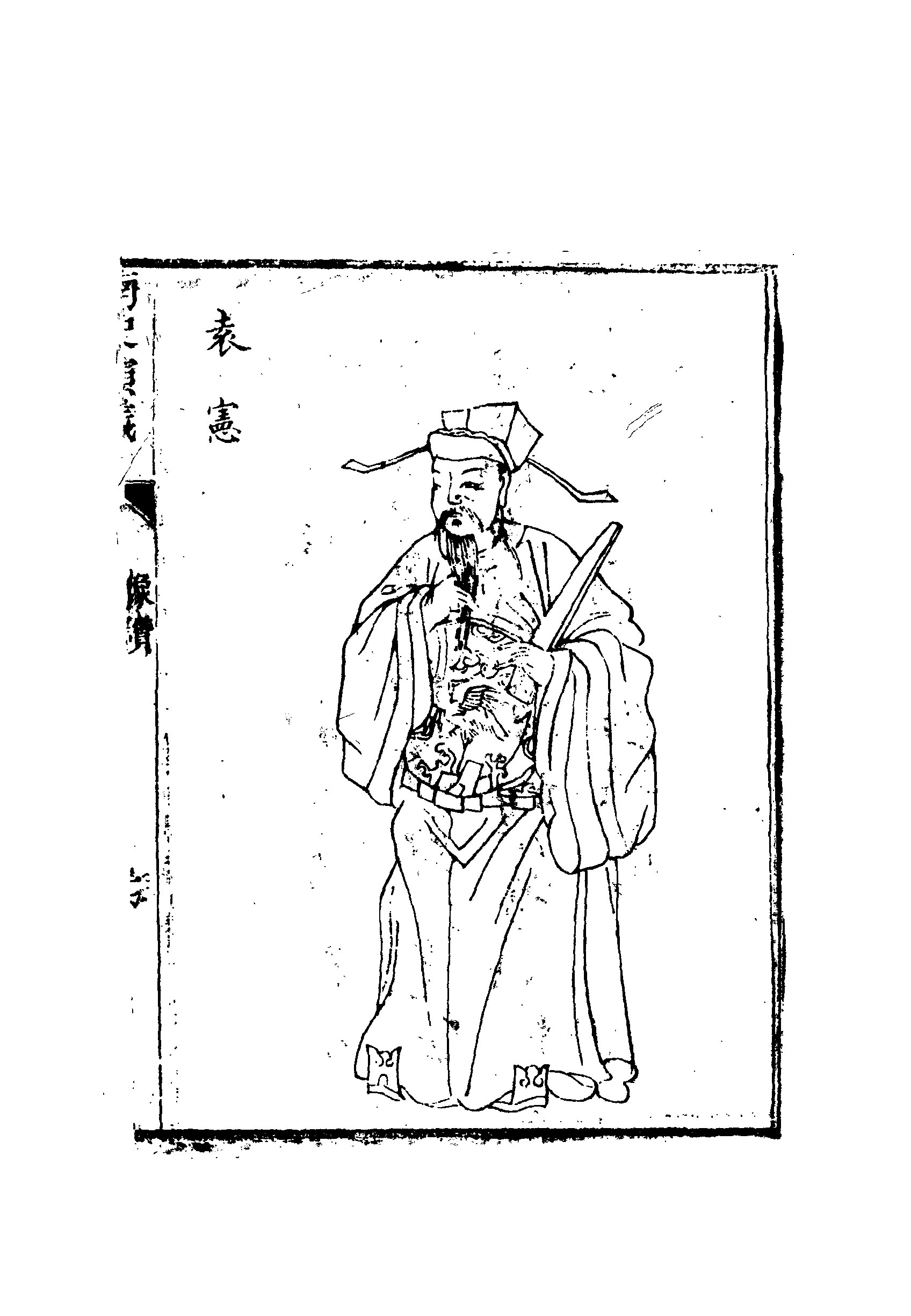
袁憲

袁 憲（えん けん、529年 - 598年）は、南朝梁から隋にかけての政治家。字は徳章。本貫は陳郡陽夏県。兄は袁枢。

## 経歴
南朝梁の呉郡太守の袁君正の子として生まれた。幼くして聡明で、学問を好んだ。南朝梁の武帝が庠序を修築し、別に5館を開いたうちの1館が袁憲の邸宅の西にあり、袁憲はいつも諸生たちと談論にふけって、人の意表をつく議論をしたので、同輩たちに感心された。大同元年（535年）、秘書郎を初任とした。大同8年（542年）、国子正言生として召された。在学1年で国子博士の周弘正に認められ、試問では難題を出されたが、流れるように答えてみせた。高第に挙げられ、皇太子蕭綱の娘の南沙公主を妻に迎えた。
太清2年（548年）、太子舎人に転じた。侯景の乱が起こると、袁憲は呉郡におもむいた。まもなく父が死去したため、喪に服した。承聖3年（554年）、梁王蕭方智が承制すると、袁憲は尚書殿中郎として召された。紹泰2年（556年）、陳霸先が司徒となると、袁憲はその下で司徒戸曹をつとめた。永定元年（557年）、南朝陳が建国されると、袁憲は中書侍郎に任じられ、散騎常侍を兼ねた。黄門侍郎の王瑜とともに北斉への使者をつとめ、天嘉元年（560年）に帰国した。天嘉4年（563年）、再び中書侍郎となり、中省に宿直した。太建元年（569年）、給事黄門侍郎となり、知太常事をつとめた。太建2年（570年）、尚書吏部侍郎に転じた。まもなく散騎常侍の位を受け、東宮に仕えた。太建3年（571年）、御史中丞に転じ、羽林監を兼ねた。豫章王陳叔英が不法に人馬を略取したため、袁憲は陳叔英を糾弾して免官させた。南朝陳の宣帝は「袁家、古きより人有るなり」と袁憲を評して重んじた。
太建5年（573年）、入朝して侍中となった。太建6年（574年）、呉郡太守に任じられたが、亡父の任であったことから固辞して受けず、改めて明威将軍・南康郡内史に任じられた。太建9年（577年）、任期を満了して、散騎常侍の位を受け、吏部尚書を兼ねた。太建10年（578年）、正式に吏部尚書に任じられた。袁憲はたびたび自らの解任を求めて上表したが、宣帝に許されなかった。太建13年（581年）、尚書右僕射に任じられた。かつて袁憲の長兄の袁枢が左僕射となっており、このとき袁憲が右僕射となったため、台省の内では袁枢を大僕射と呼び、袁憲を小僕射と呼んで、栄誉とした。
太建14年（582年）、宣帝の崩御にあたって、袁憲は吏部尚書の毛喜とともに遺命を受けた。始興王陳叔陵が乱を起こしたが、袁憲はその鎮圧を指揮した。後主擁立の功績により建安県伯に封じられ、太子中庶子を兼ねた。まもなく侍中・信威将軍・太子詹事に任じられた。
至徳2年（584年）、雲麾将軍の号を受け、佐史を置いた。禎明2年（588年）、後主は皇太子陳胤を廃位して、寵姫の張麗華の産んだ始安王陳深を太子に立てようと望んだ。吏部尚書の蔡徴がこれに賛成したため、袁憲は「皇太子は国家の後継者であり、億兆の民が心を託す者である。卿は何人の資格で、軽々しく廃立を口にするのか」と強く批判した。6月、皇太子陳胤は廃位され、呉興王に降格された。後主は袁憲が廃位を批判したことを知って、「袁徳章は実に硬骨の臣である」といって、尚書僕射に任じた。
禎明3年（589年）、隋軍が長江を渡って南進し、賀若弼が建康の宮城の北掖門を焼くと、宮城の衛兵たちはみな逃げ散り、南朝陳の朝士たちもおのおの退散したが、袁憲はひとり後主の側近にあり続けた。後主が隋軍を恐れて逃げ隠れしようとしたため、袁憲は南朝梁の武帝が侯景を引見した故事のように毅然と対応するよう勧めたが、後主は従わず井戸の中に隠れたため、袁憲は醜態を嘆いた。建康が陥落すると、隋に入り、使持節・都督昌州諸軍事・開府儀同三司・昌州刺史に任じられた。
開皇14年（594年）、晋王府長史となった。開皇18年（598年）、享年70歳で死去。大将軍・安成郡公の位を追贈された。諡は簡といった。

## 子女
- 袁承家（隋の秘書丞、国子司業）
- 袁承序（唐の斉王府学士、建昌県令、晋王友、晋王侍読、弘文館学士）
- 袁承熙（唐の散郎）

## 伝記資料
- 『陳書』巻24 列伝第18
- 『南史』巻26 列伝第16